# Telefonía Móvil Nórdica
NMT (Nordisk MobilTelefoni o Nordiska MobilTelefoni-gruppen, Telefonía Móvil Nórdica en español) es un sistema de telefonía móvil definido por las autoridades de telecomunicaciones escandinavas.

## Historia
El servicio fue especificado hacia 1970 y entró en servicio en 1981.
Las razones de su desarrollo se encuentran en los problemas de congestión de las redes de telefonía móvil existentes: ARP (150 MHz) en Finlandia y MTD (450 MHz) en Suecia, Noruega y Dinamarca.
NMT es una tecnología analógica, y según la frecuencia, existen dos variantes: NMT-450 y NMT-900. Los números indican las frecuencias utilizadas.
La norma NMT-900 fue introducida en 1986 porque podía utilizar más canales (y por lo tanto transportar más llamadas) que la norma 450.
Los principios técnicos de NMT estaban listos hacia 1973, y las especificaciones de las estaciones de base, hacia 1977.
Las especificaciones eran gratuitas y abiertas, permitiendo a todas las compañías que lo desearan, producir equipo NMT y bajar los precios.
El éxito de NMT posicionó a Mobira (el ancestro de Nokia), Ericsson  y a Motorola como marcas líderes en tecnología móvil durante múltiples años, lo que se extendió a las siguientes generaciones de tecnología móvil, ayudando a que fueran actores principales de la definición de nuevos sistemas y servicios en organismos internacionales.
Al principio, los teléfonos NMT eran típicos de su época: eran transportables pero no portables; su utilización natural era a bordo de autos. Sin embargo, los modelos más recientes, como los de Benefon, eran tan pequeños que pesaban solamente 100g y medían apenas 100mm
La red fue inaugurada en Suecia y Noruega en 1981, y en Dinamarca y Finlandia en 1982. Islandia se les unió en 1986. Desde entonces, la red NMT ha sido usada además de Escandinavia, en Suiza, Holanda, Hungría, Eslovenia, Croacia, Bosnia, los países bálticos, y Rusia; pero también en Oriente Medio y Asia.
La introducción de redes digitales como GSM ha significado el ocaso de NMT, que ha sido cerrado en algunos países. Sin embargo, sigue en servicio en otros, a causa de sus propiedades de propagación superiores a las del GSM; en efecto, cuanto más baja la frecuencia, menos atenuación sufre la onda radioeléctrica. Por esa razón, sigue en servicio en países poco poblados pero de gran extensión como Islandia, donde aun cuando el 98% de la población usa la norma GSM, NMT sigue funcionando para quienes necesitan servicio en zonas poco pobladas, como los pescadores y los montañeses.

## Tecnología

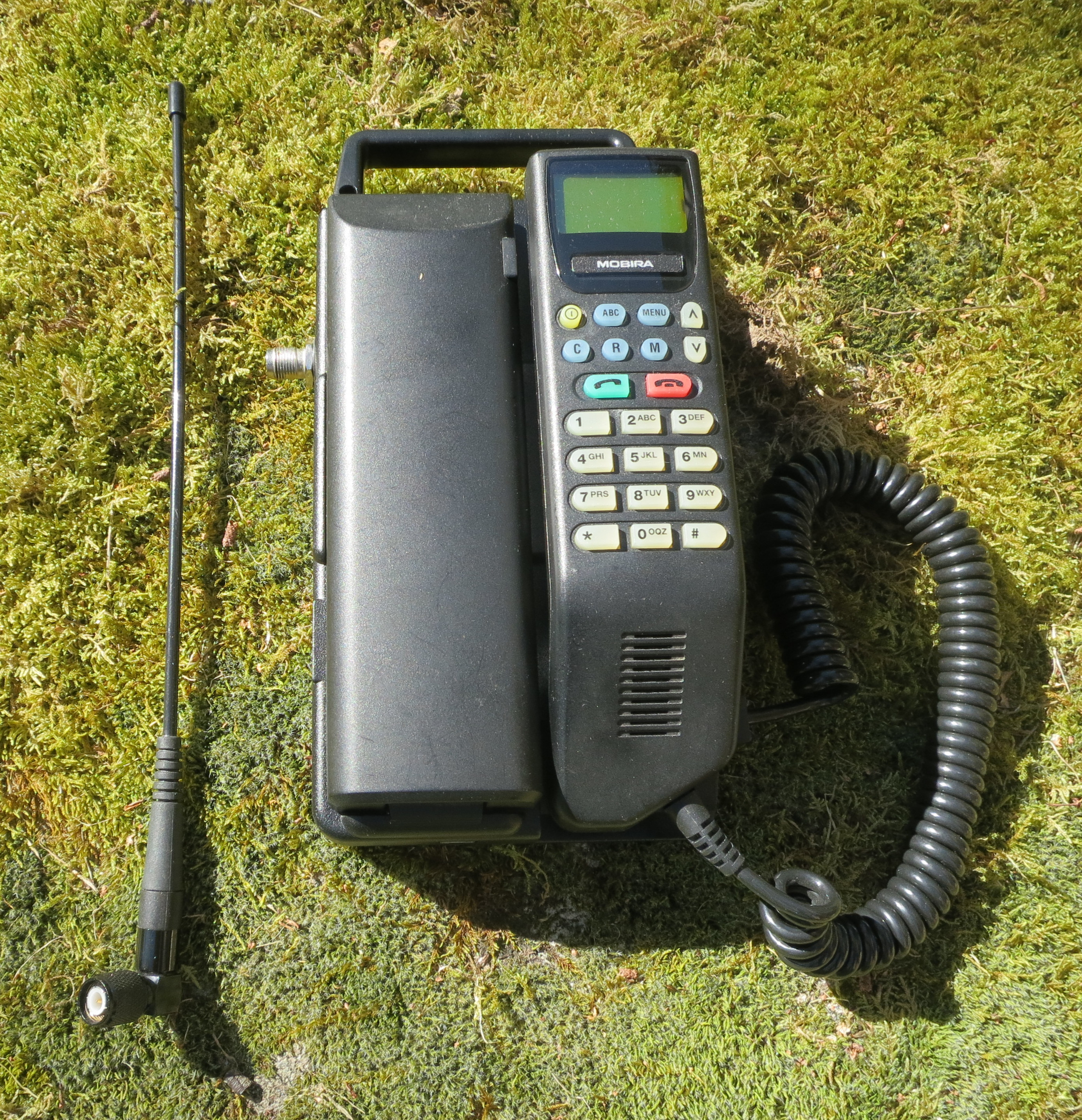
El teléfono NMT 450 finlandés Mobira TMF-4SP de 1994.

Las celdas de las redes NMT son de igual o mayor tamaño que las del GSM: de 2 a 30 km, en vez de cinco. Cuanto menor la celda, más usuarios pueden ser atendidos, lo que hace que algunas celdas sean voluntariamente pequeñas en zonas densamente pobladas.
NMT es un sistema full-dúplex, por lo que es posible transmitir y recibir al mismo tiempo.
Las versiones para automóvil usan potencias de 15 watts (NMT-450) o bien 6 watts (NMT-900); los teléfonos portátiles son de hasta 1 watt. 
NMT tenía algunas propiedades modernas para su época, como el discado automático y el handover (pasaje automático de una estación de base a otra sin intervención del usuario).
Por otro lado, NMT especificaba la facturación y permitía usar las redes de otros operadores en el extranjero (roaming).
NMT no tenía cifrado de las comunicaciones, lo que era una desventaja; cualquier persona equipada de un escáner podía escuchar las conversaciones de los clientes. Se inventó entonces un sistema de interferencia analógica que sólo unos decodificadores especiales, utilizados de común acuerdo entre ambas partes, podía eliminar.
NMT también permitía transferir datos, en un modo llamado DMS (Data and Messaging Service); o bien NMT-Text, que usaba el canal de señalización (digital) para transferir datos. Es el ancestro del SMS. Las velocidades iban entre 600 y 1200 bits por segundo, utilizando la modulación FFSK.
Otro método de transferencia de datos, el NMT Mobidigi, permitía velocidades de transferencia de 380 bits por segundo y necesitaba equipo externo.

## Curiosidades
- Las señales de control entre la estación de base y la estación móvil fue implementada utilizando el mismo canal de audio que la comunicación establecida, utilizando un módem de 1200 bit/s en modulación FFSK. Eso causaba periódicamente que en la comunicación aparecieran pequeñas ráfagas de ruido, por ejemplo en el handover, lo cual era característico del servicio NMT.

- Pese a llevar el nombre "Nórdico" en su sigla, el primer servicio comercial fue inaugurado, para solamente 1200 abonados, en Arabia Saudita el 1 de septiembre de 1981, un mes antes que en Suecia.

- Datos: Q854862